# Temporada 1979-80 de los Chicago Bulls
La temporada 1979-80 fue la decimocuarta de los Chicago Bulls en la NBA. La temporada regular acabaron con 30 victorias y 52 derrotas, ocupando la octava posición de la Conferencia Oeste, no logrando clasificarse para los playoffs.

## Elecciones en elDraft
| Ronda | Puesto | Jugador         | Posición  | Nacionalidad   | Universidad    |
| ----- | ------ | --------------- | --------- | -------------- | -------------- |
| 1     | 2      | David Greenwood | Ala-Pívot | Estados Unidos | UCLA           |
| 3     | 47     | Calvin Garrett  | Alero     | Estados Unidos | Oral Roberts   |
| 3     | 49     | Cedrick Hordges | Ala-Pívot | Estados Unidos | South Carolina |

## Temporada regular
| División Central    | División Central | División Central | División Central | División Central | División Central | División Central | División Central | División Central |
| Equipo              | G                | P                | %                | PD               | Casa             | Fuera            | Div              |                  |
| ------------------- | ---------------- | ---------------- | ---------------- | ---------------- | ---------------- | ---------------- | ---------------- | ---------------- |
| y-Milwaukee Bucks   | 49               | 33               | .598             | –                | 28–12            | 21–21            | 15–9             |                  |
| x-Kansas City Kings | 47               | 35               | .573             | 2                | 30–11            | 17–24            | 18–6             |                  |
| Chicago Bulls       | 30               | 52               | .366             | 19               | 21–20            | 9–32             | 8–16             |                  |
| Denver Nuggets      | 30               | 52               | .366             | 19               | 24–17            | 6–35             | 10–14            |                  |
| Utah Jazz           | 24               | 58               | .293             | 25               | 17–24            | 7–34             | 9–15             |                  |

## Estadísticas
| Rk | Jugador          | Edad | P  | PT | MP   | TC  | TCI  | %TC  | T3  | T3I | %T3  | TL  | TLI | %TL  | RO  | RD  | RT  | AS  | RB  | TAP | BP  | FP  | PTS  |
| -- | ---------------- | ---- | -- | -- | ---- | --- | ---- | ---- | --- | --- | ---- | --- | --- | ---- | --- | --- | --- | --- | --- | --- | --- | --- | ---- |
| 1  | Reggie Theus     | 22   | 82 |    | 36.9 | 6.9 | 14.3 | .483 | 0.3 | 1.3 | .267 | 6.1 | 7.3 | .838 | 1.7 | 2.3 | 4.0 | 6.3 | 1.4 | 0.2 | 4.2 | 3.2 | 20.2 |
| 2  | Dave Greenwood   | 22   | 82 |    | 34.0 | 6.1 | 12.8 | .474 | 0.0 | 0.1 | .143 | 4.1 | 5.1 | .810 | 2.7 | 6.7 | 9.4 | 2.2 | 0.7 | 1.6 | 2.6 | 3.8 | 16.3 |
| 3  | Artis Gilmore    | 30   | 48 |    | 32.7 | 6.4 | 10.7 | .595 | 0.0 | 0.0 |      | 5.1 | 7.2 | .712 | 2.3 | 6.8 | 9.0 | 2.8 | 0.6 | 1.2 | 2.8 | 3.5 | 17.8 |
| 4  | Ricky Sobers     | 27   | 82 |    | 32.6 | 5.7 | 12.2 | .469 | 0.3 | 0.8 | .309 | 2.4 | 2.9 | .837 | 0.9 | 2.0 | 3.0 | 5.2 | 1.7 | 0.2 | 3.4 | 3.6 | 14.2 |
| 5  | Scott May        | 25   | 54 |    | 24.0 | 4.9 | 10.9 | .450 | 0.0 | 0.1 | .000 | 2.7 | 3.2 | .837 | 1.4 | 2.6 | 4.0 | 1.9 | 0.8 | 0.1 | 1.4 | 2.3 | 12.4 |
| 6  | Coby Dietrick    | 31   | 79 |    | 23.2 | 2.9 | 6.3  | .454 | 0.0 | 0.1 | .111 | 1.1 | 1.5 | .763 | 1.3 | 3.3 | 4.6 | 2.7 | 1.1 | 0.6 | 1.4 | 2.9 | 6.9  |
| 7  | Ollie Mack       | 22   | 23 |    | 22.9 | 3.3 | 6.5  | .517 | 0.0 | 0.2 | .000 | 1.3 | 1.4 | .879 | 1.1 | 1.0 | 2.1 | 1.4 | 0.9 | 0.1 | 1.1 | 1.5 | 8.0  |
| 8  | Dwight Jones     | 27   | 53 |    | 22.1 | 3.9 | 7.3  | .535 | 0.0 | 0.0 |      | 2.2 | 3.1 | .721 | 1.6 | 4.0 | 5.6 | 1.7 | 0.5 | 0.7 | 1.9 | 3.0 | 10.1 |
| 9  | Dennis Awtrey    | 31   | 26 |    | 21.5 | 1.0 | 2.3  | .450 | 0.0 | 0.0 |      | 1.2 | 1.9 | .640 | 1.1 | 3.3 | 4.4 | 1.5 | 0.5 | 0.6 | 1.0 | 2.5 | 3.3  |
| 10 | Mark Landsberger | 24   | 54 |    | 21.0 | 3.4 | 6.4  | .529 | 0.0 | 0.0 |      | 1.6 | 3.1 | .524 | 2.9 | 5.4 | 8.3 | 0.6 | 0.4 | 0.3 | 1.4 | 2.1 | 8.4  |
| 11 | Ollie Johnson    | 30   | 79 |    | 19.4 | 3.3 | 6.7  | .497 | 0.0 | 0.1 | .091 | 1.0 | 1.2 | .882 | 0.6 | 1.4 | 2.1 | 2.0 | 0.7 | 0.3 | 1.2 | 2.1 | 7.7  |
| 12 | Sam Smith        | 25   | 30 |    | 16.5 | 3.2 | 7.7  | .422 | 0.3 | 1.2 | .229 | 1.9 | 2.1 | .905 | 0.7 | 1.1 | 1.8 | 1.4 | 0.8 | 0.2 | 1.1 | 1.8 | 8.6  |
| 13 | Del Beshore      | 23   | 68 |    | 12.8 | 1.3 | 3.7  | .352 | 0.1 | 0.4 | .385 | 0.9 | 1.3 | .667 | 0.2 | 0.7 | 0.9 | 2.0 | 0.9 | 0.1 | 1.5 | 1.5 | 3.6  |
| 14 | John Mengelt     | 30   | 36 |    | 10.8 | 2.5 | 4.6  | .542 | 0.0 | 0.2 | .000 | 1.1 | 1.4 | .796 | 0.1 | 0.6 | 0.6 | 1.1 | 0.3 | 0.0 | 1.0 | 1.5 | 6.1  |
| 15 | Roger Brown      | 29   | 4  |    | 9.3  | 0.3 | 0.8  | .333 | 0.0 | 0.0 |      | 0.0 | 0.0 |      | 0.5 | 2.0 | 2.5 | 0.3 | 0.0 | 0.8 | 0.0 | 1.0 | 0.5  |

## Galardones y récords
| Jugador         | Galardón                            |
| David Greenwood | Mejor quinteto de rookies de la NBA |